# 克里斯蒂安·伯吉斯
克里斯蒂安·伯吉斯（英語：Christian Burgess；1991年10月7日—）是一位英格蘭足球運動員。在場上的位置是後衛。現效力於比利時甲組聯賽A球隊聖基萊斯聯。

## 外部連結
- 足球数据库：克里斯蒂安·伯吉斯的球员统计数据